# Antonio Baciero
Antonio Rodríguez Baciero (Aranda de Duero, Burgos, 29 de mayo de 1936) es un pianista, organista y musicólogo español.

## Biografía
Nace en Aranda de Duero, comenzando los estudios en Pamplona, donde da su primer concierto a los 10 años. A los 18 años obtiene el Primer Premio y Premio Extraordinario en el Real Conservatorio de Madrid, siendo sus profesores Puri Villar y Julia Parody, en cuya clase inicia su amistad con Esteban Sánchez. Asiste a los Cursos Internacionales de la Academia Chigiana de Siena con Guido Agosti y
tras abandonar sus estudios de medicina, se traslada a Viena (1956-1965) donde estudia con Viola Thern, Paul Badura-Skoda, Jörg Demus y Alfred Brendel. 
Realizó sus estudios de música en el Real Conservatorio Superior de Música de Madrid perfeccionando posteriormente sus conocimientos en distintas ciudades italianas. 
Se ha concentrado en la interpretación de música renacentista y barroca actuando en escenarios de todo el mundo.
También ha dedicado gran parte de su trabajo a la restauración de órganos, muchos de ellos abandonados y olvidados a lo largo de muchas iglesias españolas. Posteriormente se ha dedicado a la grabación de numerosas composiciones de músicos españoles, especialmente de Antonio de Cabezón del que ha interpretado y grabado sus obras completas siendo la única íntegra hasta el momento. 

Su carrera internacional comienza en 1961 al obtener en el Concurso Internacional “Viotti” de Vercelli, un Premio Especial fundado por el famoso pianista Arturo Benedetti-Michelangeli, Presidente del Jurado.
En 1963 interpreta las Seis Partitas de Bach en un solo concierto en Viena, Madrid, Barcelona… siendo considerado por la crítica como un especialista en el gran compositor alemán. En los actos
de inauguración del Teatro Real presenta junto a Santiago Kastner dos programas con obras de Cabezón en Madrid, con una notable resonancia, recibiendo - al lado de Nadia Boulanger - el Premio “Juventudes Musicales de Madrid” a las mejores interpretaciones de la temporada. Su estrecha amistad con Fernando Remacha (uno de los notables maestros de la Generación del 27) le pone en contacto con los ideales de recuperación del antiguo patrimonio musical español e inicia una actividad de investigación y difusión que compartirá en el futuro con su actividad concertística.
El primer trabajo discográfico extenso es la “Obra Completa” de Antonio de Cabezón (15 discos) en versiones sobre órganos históricos españoles, piano moderno y diecisiete instrumentos originales de los Museos Instrumentales de Londres (Fenton House y Victoria and Albert Museum), Núremberg (Germanisches Nationalmuseum) y París (Musée du Conservatoire). Su edición por Hispavox recibe en dos ocasiones el Premio Nacional del Disco y el de la revista Ritmo, siendo nominada para el Premio Mundial del Disco de Montreux. Su ejecución integra en diez recitales fue organizada dentro del “III Ciclo de Grandes Autores e
Intérpretes” de la Universidad Autónoma de Madrid.
Ha participado en numerosos conciertos conmemorativos especiales: Centenarios de Albert Schweitzer, Haydn, Soler o la ejecución integral de la obra de teclado de Bach en la Gewandhaus de Leipzig para la “Neue Bach Gesellschaft” o en el 150 aniversario de la muerte de Schubert en el Festival de Granada. Numerosos ciclos y conciertos sobre Mozart y su obra así como múltiples colaboraciones para los actos del “Quinto Centenario” y “Expo 92” de Sevilla, “Europalia” (Bruselas), “Exposición Universal de Lisboa”, “España Nuevo Milenio”, Instituto Cervantes, “Salamanca 2002”, “Seacex”, “Sociedad Estatal de
Conmemoraciones Culturales”… ejerciendo asimismo una creciente actividad pedagógica (cursos de  interpretación, temas especializados, jurado en concursos internacionales, etc.). 
Su atención hacia el Barroco y al ideal sonoro de épocas pretéritas ha impulsado la recuperación de órganos históricos y pianofortes, colaborando en presentaciones con el patrocinio de la UNESCO y otras Fundaciones (Sánchez-Albornoz, Hennie Omstad, Juan March, Banco Consolidado, Gulbenkian, Real Fundación de Toledo, etc). Conciertos especiales en el Archivo General de Simancas (Centenario de Felipe II), Monasterio de El Escorial, Palacio Real de Versalles, Les Invalides (París), Royal Academy of Music (Londres), Kunsthistorisches Museum (Viena), etc.
Extiende su actividad concertística a América (Metropolitan Museum, Carnegie Hall, Library of Congress, Cleveland Museum of Art, Princeton University, New York University, University of Harvard, etc.) actuando en recitales como con relevantes orquestas y producciones de Radio y Televisión. Sus giras en la antigua URSS - del Báltico a Siberia - han constituido también notables éxitos, como el “Ciclo de Música Española” en el Conservatorio Chaikovski de Moscú, y Masterclasses en el Collegium Musicum de dicho centro y Capilla Imperial de San Petersburgo.
Sus trabajos de musicólogo e investigador se hallan recogidos principalmente en “Nueva Biblioteca Española de Música de Teclado” (siglos XVI al XVIII; UME), con quinientas obras inéditas españolas y “Cuadernos para el Piano” (Real Musical). Igualmente la “Obra completa para piano” de Fernando Remacha (Pamplona, 2003).

## Reconocimientos y premios
Es miembro de Honor del Instituto Bach-Riemenschneider (Universidad Baldwin-Wallace, Ohio), de la Sociedad Española de Musicoterapia, Sociedad Cultural Universitaria FSY (Lake Forest College, Chicago), EPTA (European Piano Teachers Association), Ateneo de Valladolid, Oficial de la Academia Francesa “PAHC” y Presidente de Honor de la “Sociedad Hispánica de Música Barroca”. Premio “Castilla y León” de las Artes, Encomienda de la Orden del “Mérito Civil”, y Premio Nacional “ADELFA” (“Asociación para la Defensa del Patrimonio Histórico y Artístico”). Premio, Racimo de Música, 2004 ,Ayuntamiento de Serrada (Valladolid), Miembro de la Real Academia de la Historia (Madrid), de la de San Dámaso de Arte e Historia (Madrid), de la de San Quirce de Historia y Arte (Segovia) y Académico de Honor de la Institución Fernán González de Burgos. Hijo Predilecto de Aranda de Duero, cuya Escuela de Música lleva su nombre.
Discos en RCA, Hispavox, Ensayo, Etnos, Telefunken-Decca, GAM-Clásica, EMI-Odeon y Testimonio Editorial.